# Swindon
Swindon (officielt: Borough of Swindon er en by og en selvstyrende kommune i det ceremonielle grevskab Wiltshire i det sydvestlige England.

## Hurtigt voksende by
I byen bor der ca. 155.000 indbyggere.
Byen regnes for én af de hurtigstvoksende byer i Europa med en meget beskeden arbejdsløshed.

## Historie
Byen blev oprindeligt grundlagt af Sakserne og den nævnes i Domesday Book under navnet Suindune, der menes at være afledt af det angelsaksiske ord for "svin" og "bakke" eller muligvis Sweyn's bakke, hvor Sweyn (muligvis Svend) er navnet på en person.
Byens oplevede en stor udvikling under den industrielle revolution.

## Fodbold
Den lokale fodboldklub Swindon Town Football Club har hjemmebane på  på County Ground.

## Attraktioner
I byen ligger en rundkørsel kaldet Magic Roundabout, som består af fem mindre rundkørsler, der ligger omkring et større grønt område.
51°33′30″N 1°46′52″V / 51.5583°N 1.7811°V